# Safed Koh
Das Safed-Koh-Gebirge (persisch سفید کوه, ‚Weißer Berg‘) oder paschtunisch Spīn Ghar, ebenfalls ‚Weißer Berg‘ ist eine 4755 Meter hohe Gebirgskette im Grenzgebiet zwischen Afghanistan und Pakistan.

## Geographie

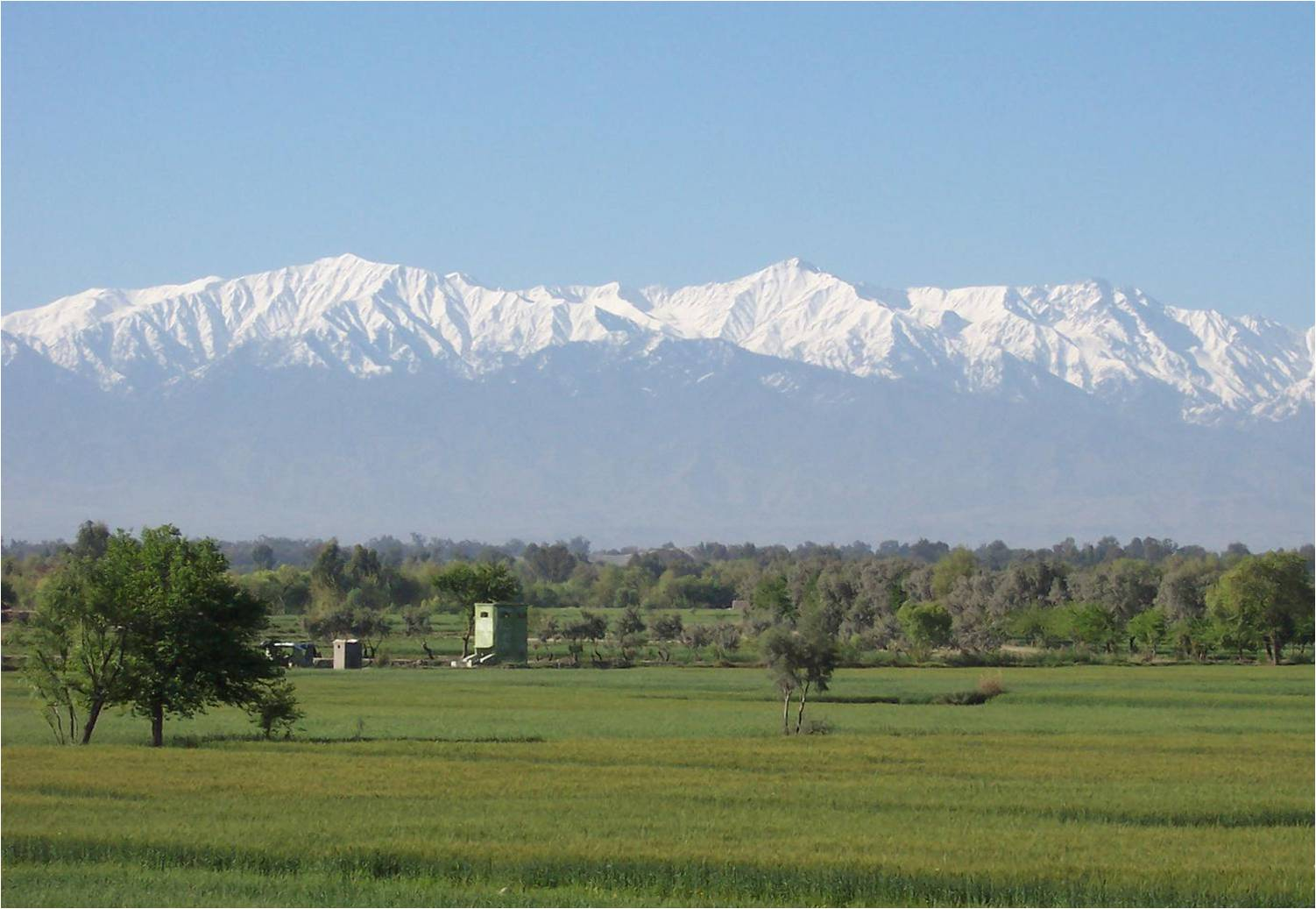
Das Safed-Koh-Gebirge von Norden (afghanische Provinz Nangarhar, Distrikt Khogyani)

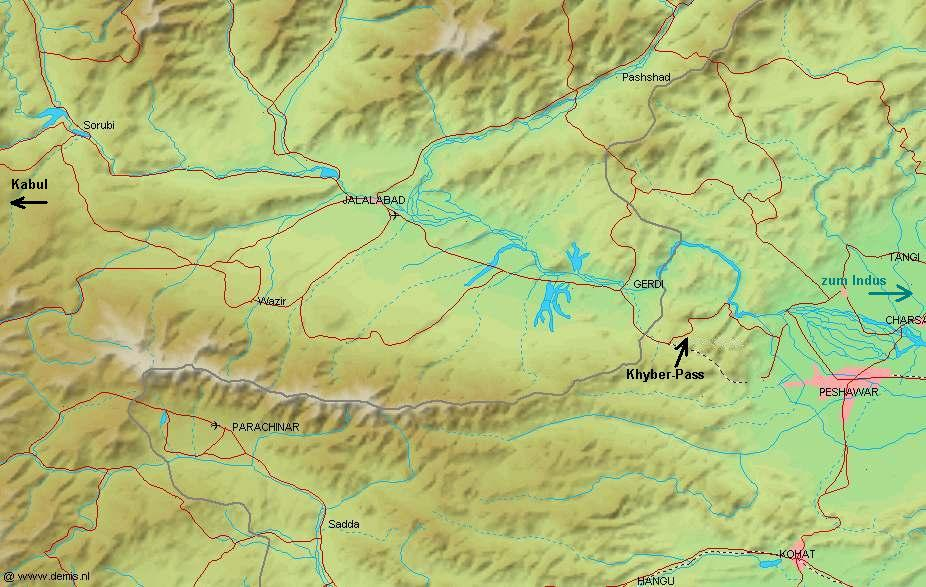
Das Safed-Koh-Gebirge

Das Gebirge erstreckt sich vom Peschawar-Tal im Osten etwa 160 km westlich bis zum Lugar-Tal in Afghanistan. Das Becken des Kabul trennt es von den Ausläufern des Hindukusch im Norden. Die relativ niedrigen nordöstlichen Ausläufer des Safed Koh werden vom Kabul durchbrochen, südlich davon überquert sie der Khyber-Pass. Der höchste Berg ist der Sikaram Sar (4755 m) in der Nähe der pakistanischen Stadt Parachinar im Kurramtal.
Das Gebirge bildet die Wasserscheide zwischen den Flusssystemen des Kabul und des Kurram. Der Surkhrud entspringt im Distrikt Azra im äußersten Osten der Provinz Lugar am westlichen Rand des Safed Koh und fließt nach Osten und später nach Norden durch die Provinz Nangarhar zum Kabul. Auf dem Weg nimmt er das Wasser mehrerer vom Nordhang des Safed Koh herkommenden Flüssen auf. Der Bara im Südosten mündet ebenfalls in den Kabul.

## Geologie
Das Safed-Koh-Gebirge ist Teil des westlichen Randgebirges, das den indischen Subkontinent von der eurasischen Platte trennt.
Der Grundstock des Gebirges besteht aus proterozoischen Gneisen und Graniten mit Beimischungen von Gabbros,  mafischen metavulkanischen Gesteinen, Marmor und Migmatiten. In den Gipfellagen gibt es Kargletscher, die teilweise von Geröll gefüllt sind.
An der Südflanke des Sikaram Sar folgen ab 2500 m von unten nach oben: Schwemmböden in Tälern, Kalk und Dolomit bis 4000 m, eine Zwischenzone aus Schiefer bei 4000 m, oberhalb kristallines Gestein.

## Klima und Vegetation

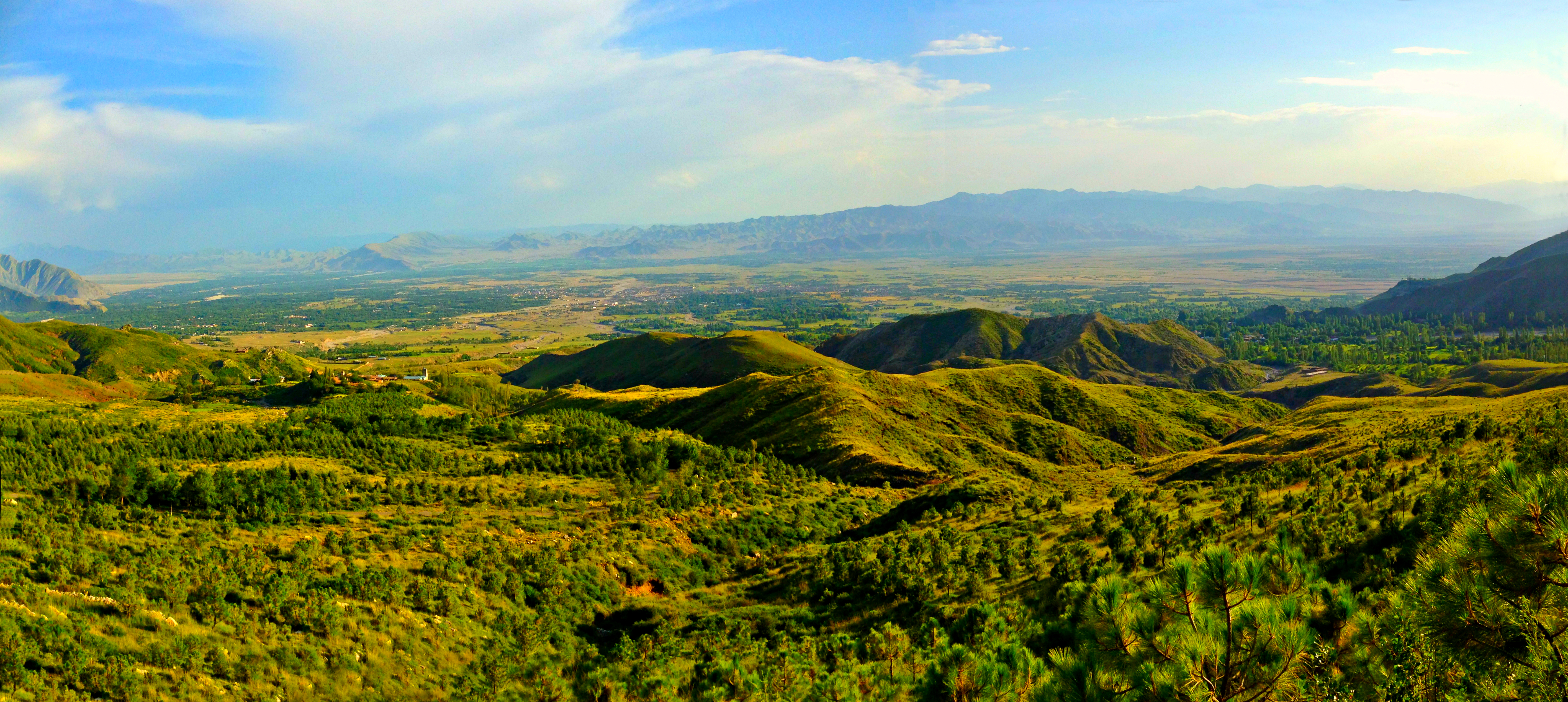
Kiefernbestände an der Südflanke des Safed Koh auf ca. 2300 m Höhe. In der Ferne ist die Stadt Parachinar zu sehen

Entsprechend der Höhenlage kann man mehrere Vegetationsstufen unterschieden:
- planar-colline Stufe: subtropisch mit saharo-sindischer Flora (nur im Becken von Dschalabad und im Becken von Khost)
- untere montane Stufe: Trockenwald (Olea cuspidata und Reptonia buxifolia)
- mittlere montane Stufe: Eichenwald (hauptsächlich Quercus baloot ab etwa 1300 m)
- obere montane Stufe: Nadelwald aus Zedern (Cedrus deodara), Kiefern (Pinus gerardiana, Pinus wallichiana), Tannen (Abies spectabilis), Fichten (Picea smithiana), außerdem Eichenarten (Quercus dilatata und Quercus semecarpifolia)
- subalpine Stufe: Dornpolster und Krummholz: Rhododendron und Walcholder (Juniperus nana und Juniperus squamata)
- alpine Stufe: verschiedene, vor allem zentralasiatische Arten (ab etwa 3800 m)

Allerdings wurde die Vegetation der montanen Stufe durch Überweidung durch Ziegen stark beeinträchtigt und auch der Nadelwald der nächstfolgenden Stufe ist im Rückgang begriffen. Eine Analyse von Satellitenfotos zeigte, dass in den Provinzen Nangarhar, Kunar und Nuristan der Nadelwald seit 1978 um durchschnittlich 50 Prozent abnahm.
Das Gebirge erreicht im Sommer unregelmäßiger Monsunregen, doch liegt das Niederschlagsmaximum in der Regel im Frühjahr. Die jährliche Niederschlagsmenge liegt zwischen 400 und 1000 mm. An der im Nadelwaldbereich auf 2450 m Höhe gelegenen deutschen Forschungsstation Kotgai wurden in den Jahren 1968 bis 1972 im Mittel 568,7 mm Niederschlag gemessen.

## Fauna
Ein 20.000 ha großes Biotop im Südwesten des Safed Koh wird als ein bedeutendes Vogelgebiet Afghanistans gelistet.

## Land- und forstwirtschaftliche Nutzung
Die Flüsse des Safed Koh dienen der künstlichen Bewässerung der Felder in den dicht besiedelten Flusstälern, was im Becken von Dschalabad mehrfache Ernten erlaubt. Angebaut werden Weizen, Mais, verschiedene Gemüsesorten (Zwiebel, grüne Bohnen, Okra, Tomaten u. a.), Baumwolle, Schlafmohn, um Dschalabad auch Zitronen, Zuckerrohr und Oliven. Das Bara-Hochtal im Südosten des Safid Koh gehört zu den am intensivsten landwirtschaftlich genutzten Gebieten der pakistanischen Stammesgebiete unter Bundesverwaltung (FATA).
Ältere Berichte sprechen von reichen Obstgärten in den Tälern des Safed Koh mit Maulbeer- und Granatäpfelbäumen.
Holz aus den ostafghanischen Wälder wurde seit dem 19. Jahrhundert vor allem nach Pakistan exportiert und das in zunehmend unverantwortlicher Menge, so dass Afghanistan 1975 ein völliges Exportverbot verhängte, das von Schmugglern jedoch umgangen wurde. Neben der eigentlichen Forstwirtschaft existiert oder existierte auch eine Sammelwirtschaft für Pistaziennüsse und die essbaren Samen von Pinus gerardiana.

## Bodenschätze
In Gunday (Lage) und Atschin (Lage) am Nordrand des Safed Koh gibt es Vorkommen von Magnesit und Talk. In Gunday wurden bereits 50.000 t Erz gefördert. Schon in den 1920er-Jahren wurde bei Atschin auf nicht-industrieller Basis Talk abgebaut. Talk vom Norden des Safed Koh wurde in den 1950er Jahren nach Pakistan und in die USA exportiert.
Eine Gipsgrube war 1977 im Bezirk Surkh-Rod aktiv (Lage).
Weitere Lagerstätten in Afghanistan:
- Hezarak (Lage), Chromit
- Loe-Dakka (Lage), Talk und Asbest
- Shinwar (Lage), Lignit
- Sperkaw (Lage), Chromit und Asbest
- Tatang (Surkh-Rod, Lage), Pegmatite
- ohne Namen (Lage), Quarz
- ohne Namen (nördlich des Sikaram Sar), Chromit[26]

Auf pakistanischer Seite gibt es in der Kurram Agency Vorkommen von Speckstein, Kalkstein, Eisenerz und Blei, in der Khyber Agency Speckstein, Kalkstein, Marmor, Baryt, Quarz, Graphit und in der Orakzai Agency Speckstein, Eisenerz und Kohle.

## Pässe

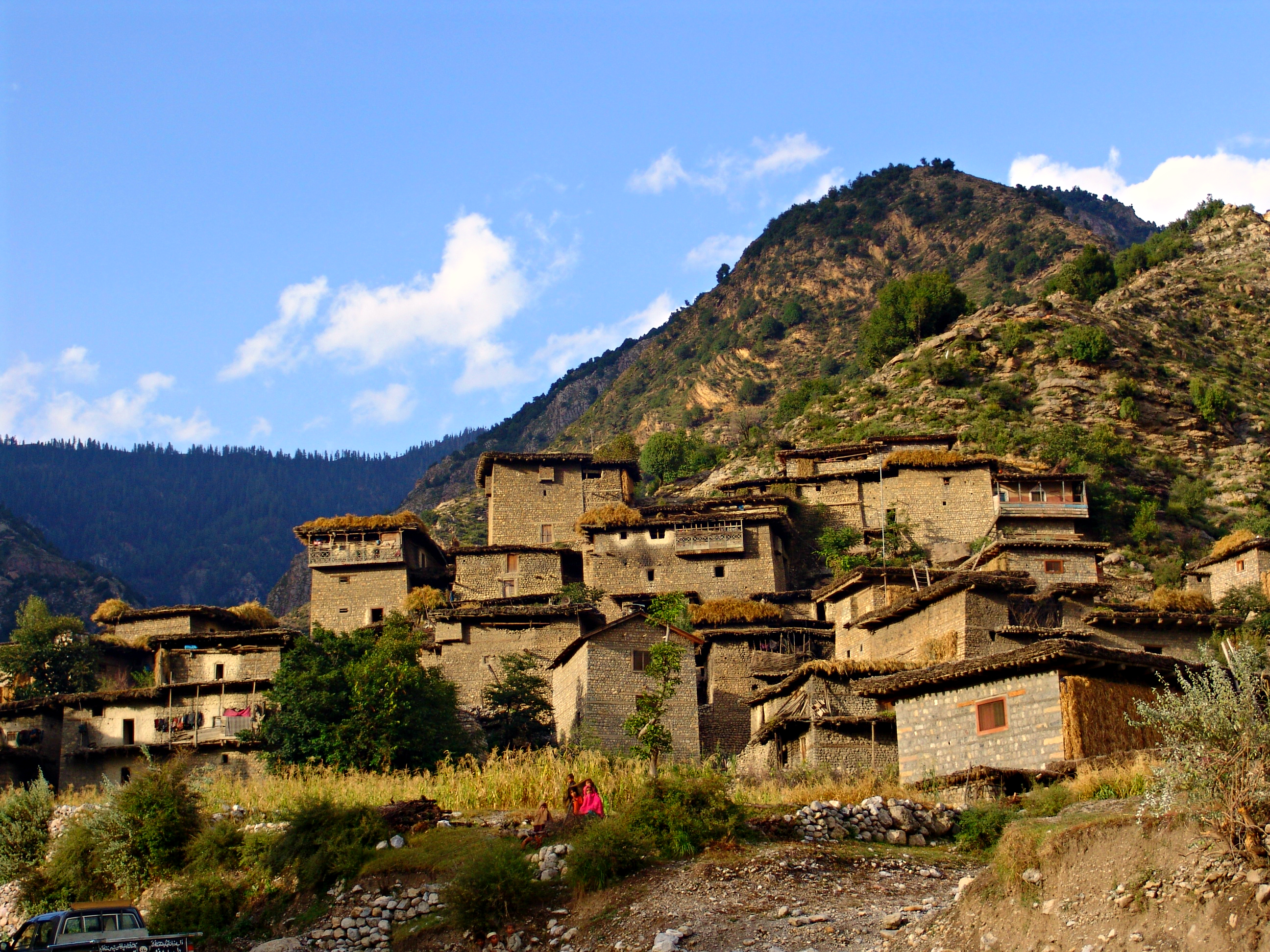
Tari Mangal, Kurram Agency, unterhalb des Peiwar-Passes

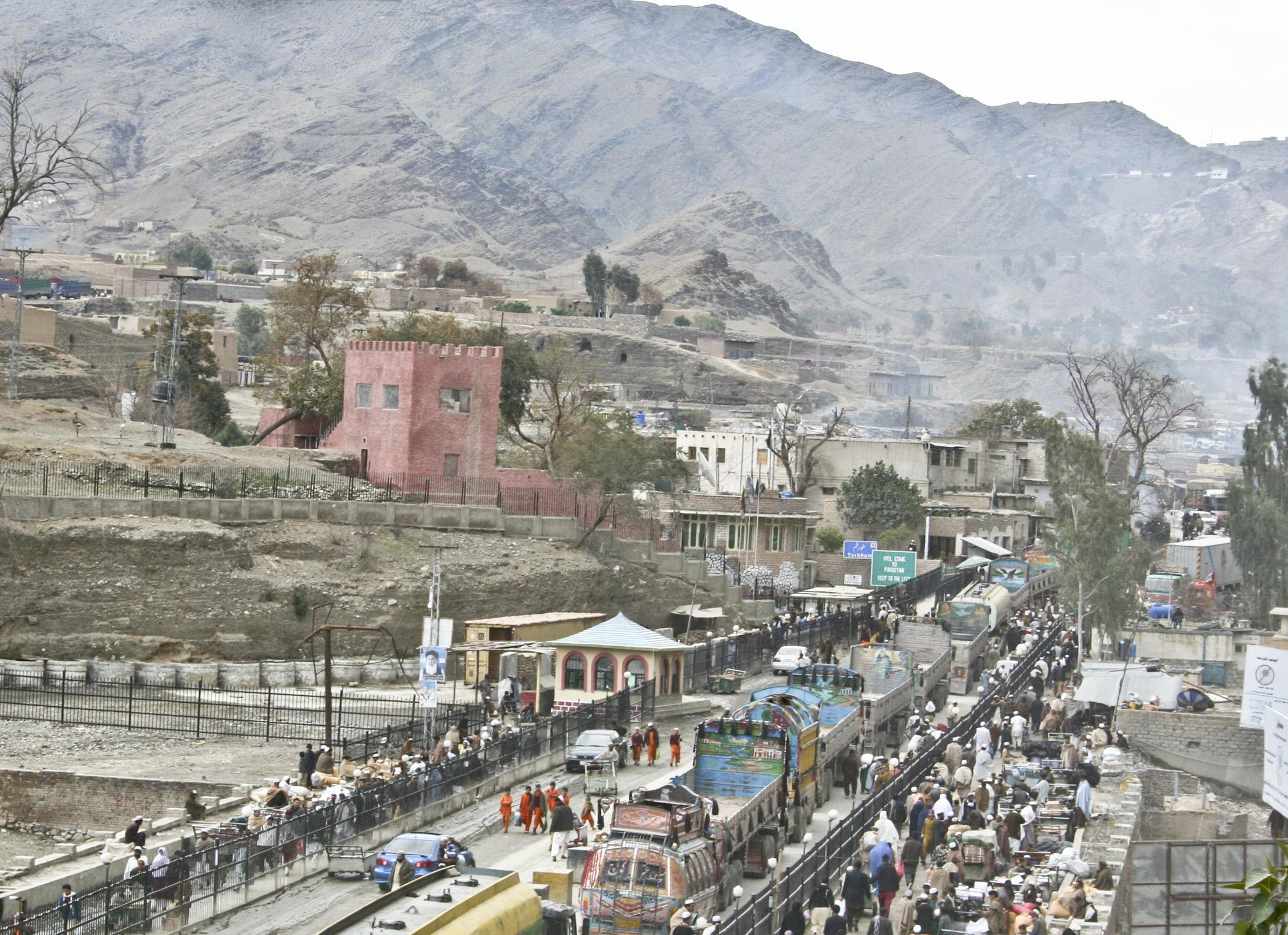
Der Grenzübergang bei Torkham am Khyber-Pass 2011

Neben den historisch bedeutenden Pässen Khyber-Pass (1070 m) und Peiwar-Pass (2596 m, etwa 8 km südlich des Sikaram Sar) führt eine Vielzahl von weiteren Pässen im Gebiet des Safed Koh über die Grenze von Afghanistan nach Pakistan, deren Namen teilweise nicht bekannt sind und die als Schmuggelrouten dienen. Der gangbarste Weg über den Hauptkamm des Safed Koh ist der Agam-Pass (3586 m, Lage), über den die Wegstrecke von Dschalalabad nach Parachinar 92 km beträgt.
Über einen südwestlichen Ausläufer des Safed Koh führt der Shutur-Gardan-Pass (3306 m oder 3413 m, Lage) in das Logar-Tal. Der Weg vom Kurram-Tal über den Peiwar- und den Shutur-Gardan-Pass war der kürzeste Weg von Britisch-Indien nach Kabul. Die britischen Truppen unter Frederick Roberts bedienten sich seiner im September 1879 während des Zweiten Anglo-Afghanischen Kriegs.

## Geschichte
Im Verlauf des zweiten Anglo-Afghanischen Kriegs erlangten die Briten 1879 unter anderem die Herrschaft über die Gebiete Kurram und Khyber-Pass. 1893 wurde dann der Grenzverlauf zwischen Afghanistan und Britisch-Indien (heute Pakistan) durch die Durand-Linie fixiert. Sie verläuft über die Höhe des Safed-Koh und durchtrennt das von den Paschtunen bewohnte Gebiet.
Torkham am Khyber-Pass war bis 2010 einer von nur zwei Grenzübergängen auf der Durand-Linie, über die offiziell auswärtiger Handel betrieben werden durfte (der andere war Spin Boldak in der Provinz Kandahar), 70–80 Prozent des offiziellen Handels liefen über ihn. Im Jahr 2010 wurde als dritter Grenzübergang Ghulam Khan bei Khost geöffnet, weitere, u. a. in der Kurram Agency, sind geplant.
In den wenig bewachsenen Bergen im nördlichen Teil des Safed Koh liegt der Tora-Bora-Höhlenkomplex, der Ende des Jahres 2001 Osama bin Laden als Rückzugsgebiet vor den Truppen der USA diente.